# Порта, Арналдо
Арналдо Порта (порт. Arnaldo Porta; 5 октября 1896, Араракуара, Сан-Паулу — неизвестно, Виллафранка-ди-Верона, Венеция) — бразильско/итальянский футболист, нападающий. Родился в Араракуара, в детстве с семьей переехал в Верону, в этом же городе начал свою карьеру, выступая за одноименный клуб на протяжении 17-ти лет. Арналдо провёл за клуб 195 матчах и забил 73 гола во всех дивизионах чемпионатов и Кубков Италии.